# اوندل
latitudeاوندلlongitudeاوندل
اوندل (به انگلیسی: Oundle) یک شهرک در بریتانیا است که در نورت‌همپتون‌شر واقع شده‌است.

## خصوصیات
اوندل ۵٬۷۵۵ نفر جمعیت دارد.